# Tsumagoi
Tsumagoi (嬬恋村, Tsumagoi-mura) est un village du district d'Agatsuma, dans la préfecture de Gunma, au Japon.

## Géographie

### Démographie
En janvier 2012, la population de Tsumagoi était estimée à 10 395 habitants répartis sur une superficie de 337,51 km2.